# Mogersdorf
Mogersdorf (ungarisch Nagyfalva) ist eine österreichische Marktgemeinde im Bezirk Jennersdorf im Süden des Burgenlandes mit 1041 Einwohnern (Stand 1. Jänner 2025).
Der Ort ist auch durch das 1969 erstmals durchgeführte Internationale Kulturhistorische Symposion Mogersdorf weit über die Landesgrenzen bekannt.

## Geografie

### Geografische Lage

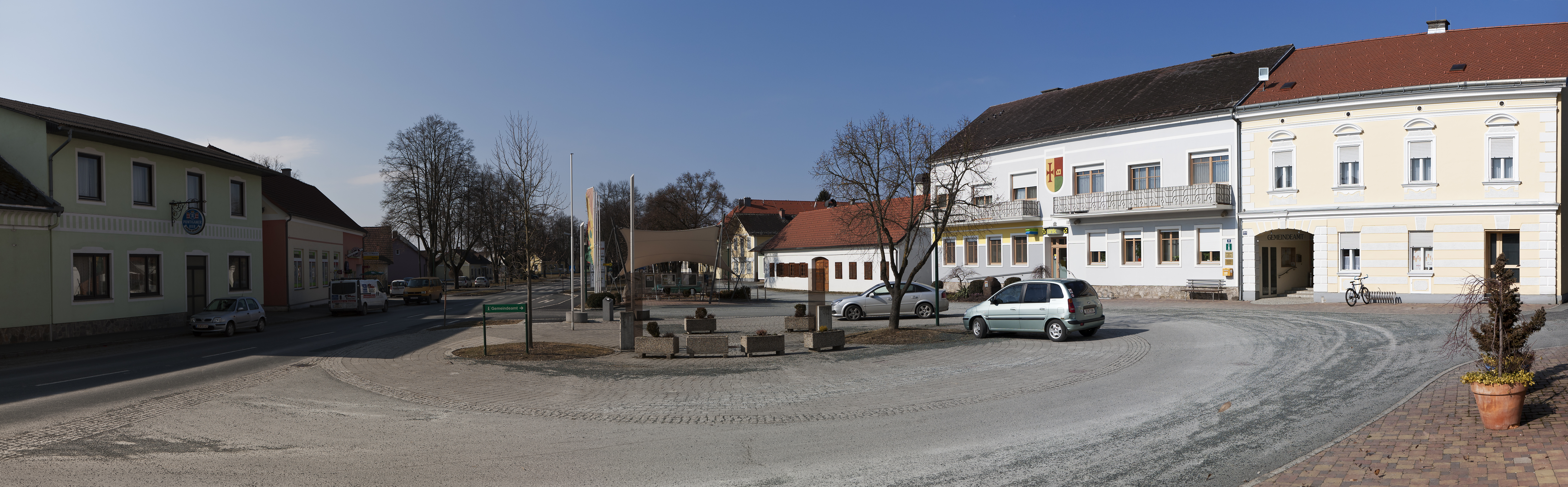
Hauptplatz und Gemeindeamt in Mogersdorf

Mogersdorf liegt an der Raab und am Fuß des Schlösslberges. Die Fläche der Gemeinde beträgt 12,77 km².

### Gemeindegliederung
Das Gemeindegebiet umfasst folgende drei Ortschaften (in Klammern Einwohnerzahl Stand 1. Jänner 2025):
- Deutsch Minihof (156) samt Untergreut und Ziegelofen
- Mogersdorf (652) samt Goldberg, Kesselgraben, Langberg, Pfeiferberg, Schlößlberg, Specklberg und Waldhäuser
- Wallendorf (345) samt Haberdistelberg und Langberg

Die Gemeinde besteht aus den Katastralgemeinden Deutsch Minihof, Mogersdorf und Wallendorf.

### Nachbargemeinden
Mogersdorf grenzt an die Gemeinden Heiligenkreuz im Lafnitztal, Eltendorf, Königsdorf und Weichselbaum sowie an Szentgotthárd in Ungarn.
|              | Heiligenkreuz im Lafnitztal                 |                       |
| Weichselbaum | Kompassrose, die auf Nachbargemeinden zeigt |                       |
|              |                                             | Szentgotthárd, Ungarn |

## Geschichte
In einer Urkunde des Papstes Urban III. ist Mogersdorf 1187 als Grangie des Zisterzienserklosters St. Gotthard erstmals urkundlich erwähnt, und zwar als „Nagyfalu“.
Am 1. August 1664 besiegt Graf Raimund von Montecuccoli in der Schlacht bei Mogersdorf ein türkisches Heer unter Achmed Köprülü und beendet damit den Türkenkrieg von 1663/1664. Das türkische Heer war mit etwa 50.000 Mann doppelt so groß wie das Heer der Verteidiger und nur durch die überlegene Taktik Montecuccolis konnte der Sieg errungen werden. Auf beiden Seiten sorgte die Schlacht für schwere Verluste, es gelang jedoch dadurch, die Türken bis zur 2. Türkenbelagerung am Weitermarsch nach Wien zu hindern.
Am 1. Mai 1873 wurde die Ungarische Westbahn, heute steirische Ostbahn, von Győr (Raab) nach Graz eröffnet.
Der Ort gehörte, wie das gesamte Burgenland, bis 1920/21 zu Ungarn (Deutsch-Westungarn). Seit 1898 musste aufgrund der Magyarisierungspolitik der Regierung in Budapest der ungarische Ortsname Nagyfalva verwendet werden.
Nach Ende des Ersten Weltkrieges wurde nach zähen Verhandlungen Deutsch-Westungarn in den Verträgen von St. Germain und Trianon 1919 Österreich zugesprochen. Der Ort gehört seit 1921 zum neu gegründeten Bundesland Burgenland (siehe auch Geschichte des Burgenlandes).
1964 wurde Mogersdorf zur Marktgemeinde erhoben.

## Kultur und Sehenswürdigkeiten

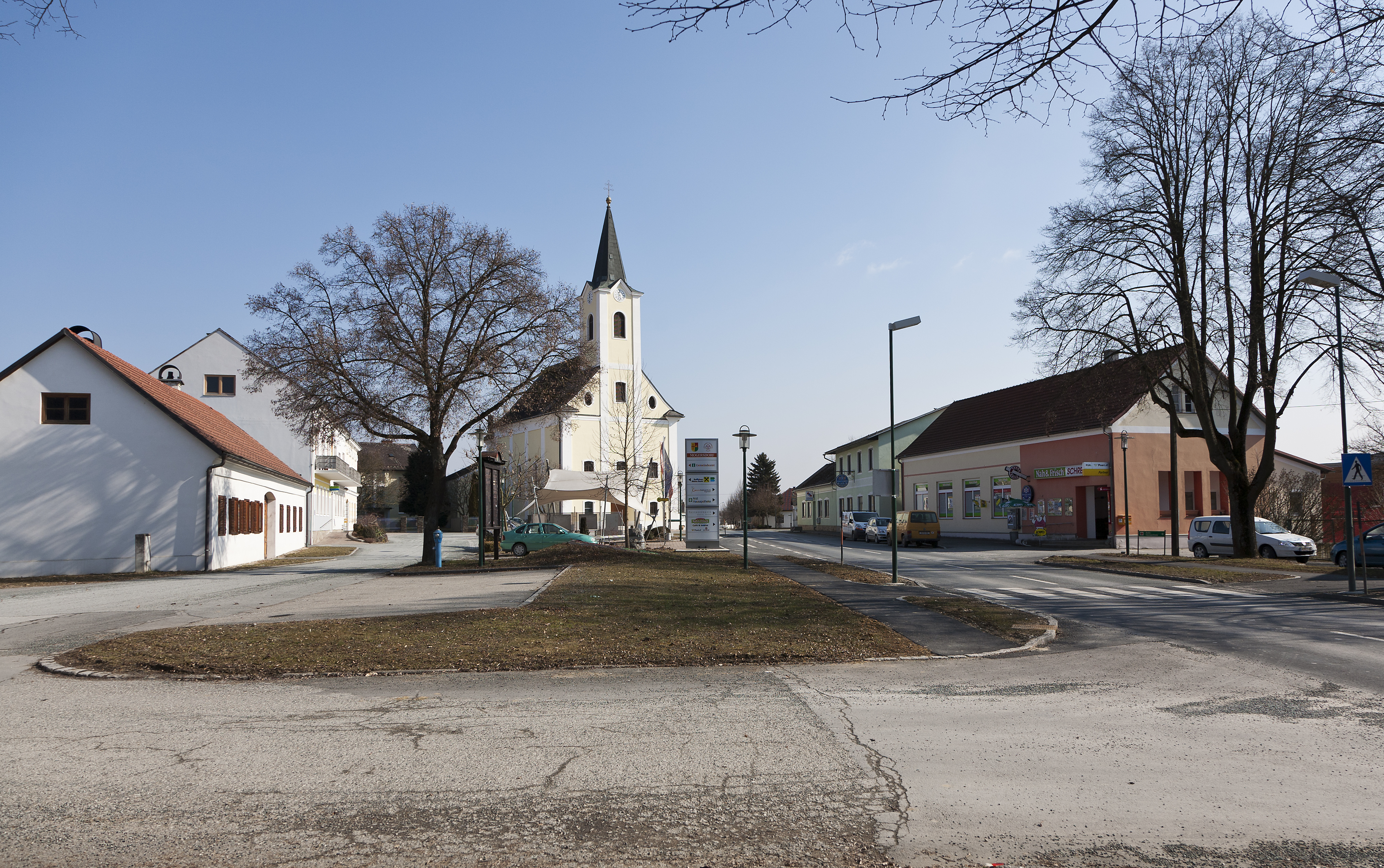
Kirche und Hauptplatz in Mogersdorf

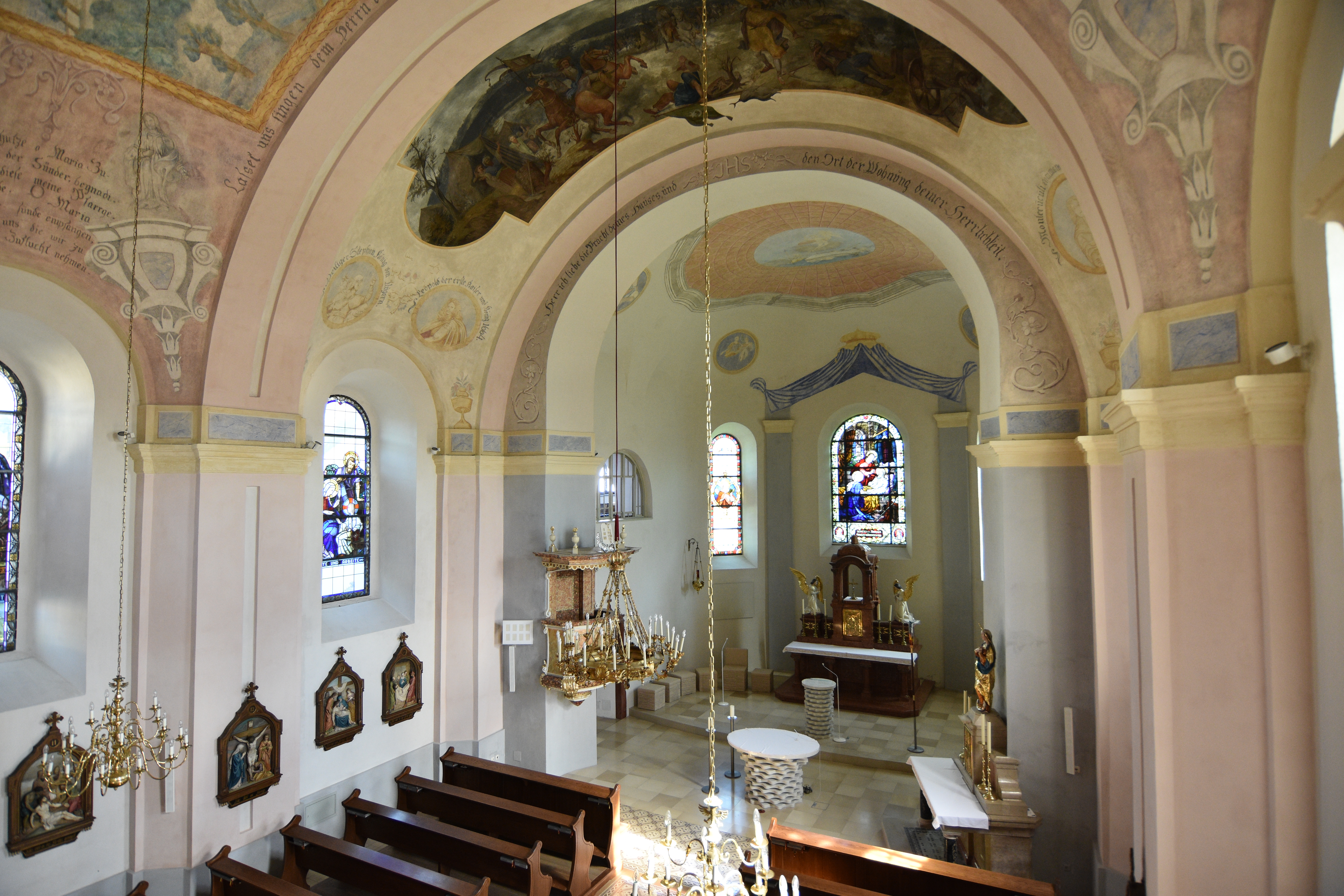
Der Innenraum der Kirche

- Katholische Pfarrkirche Mogersdorf hl. Josef: Die Kirche steht am östlichen Ende des Angers. Sie wurde 1775 erbaut.
- Gedenkstätte Mogersdorf: An die Schlacht von 1664 erinnert eine Gedächtniskapelle, die 1964 nach Plänen von Ottokar Uhl und aus Teilen einer 1945 zerstörten neugotischen Kapelle errichtet wurde.
- In einem Raum der Jausenstation Kreuzstadel befindet sich eine Ausstellung über die Türkenkriege.[3]

## Politik

### Gemeinderat

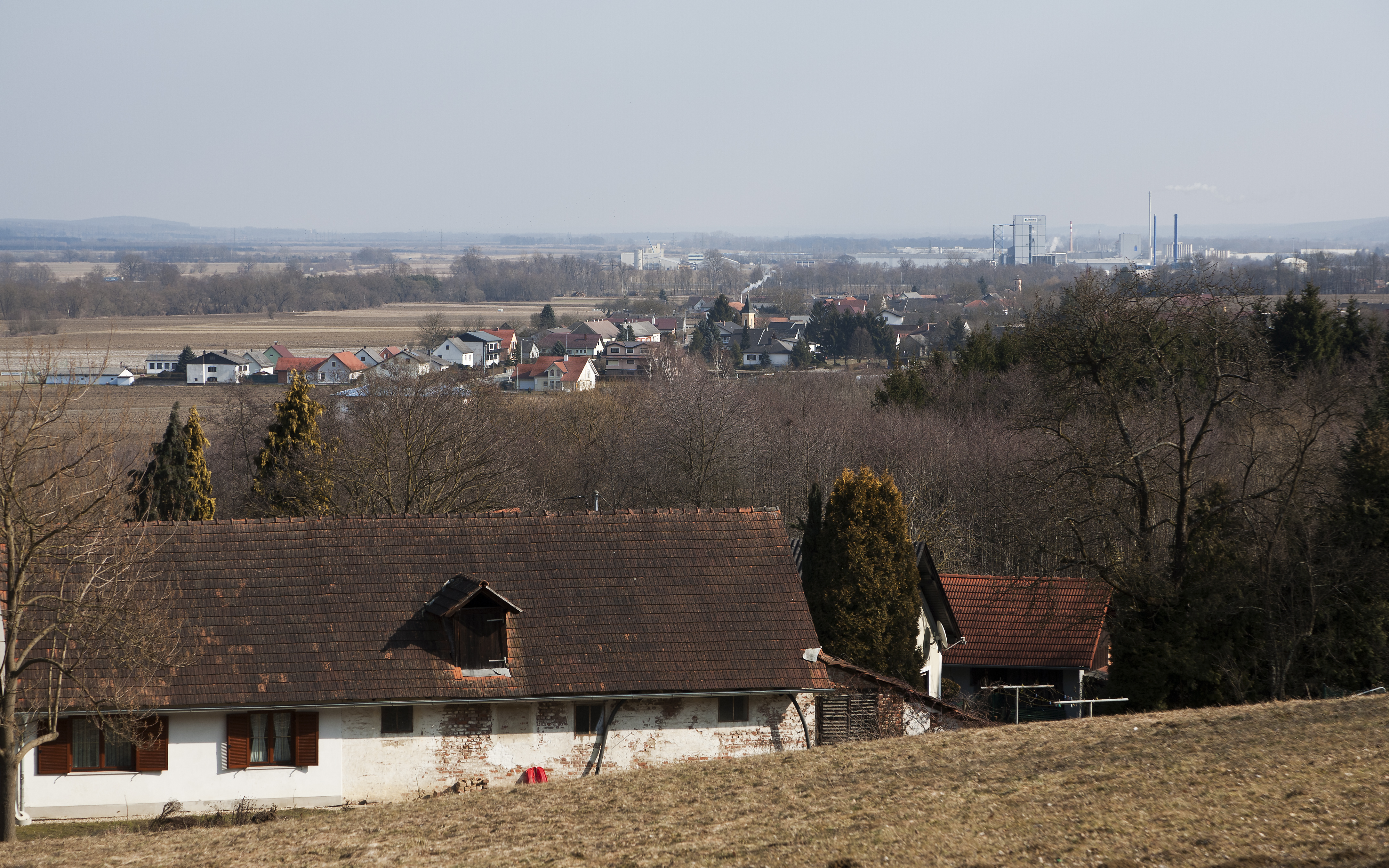
Wallendorf und Deutsch Minihof

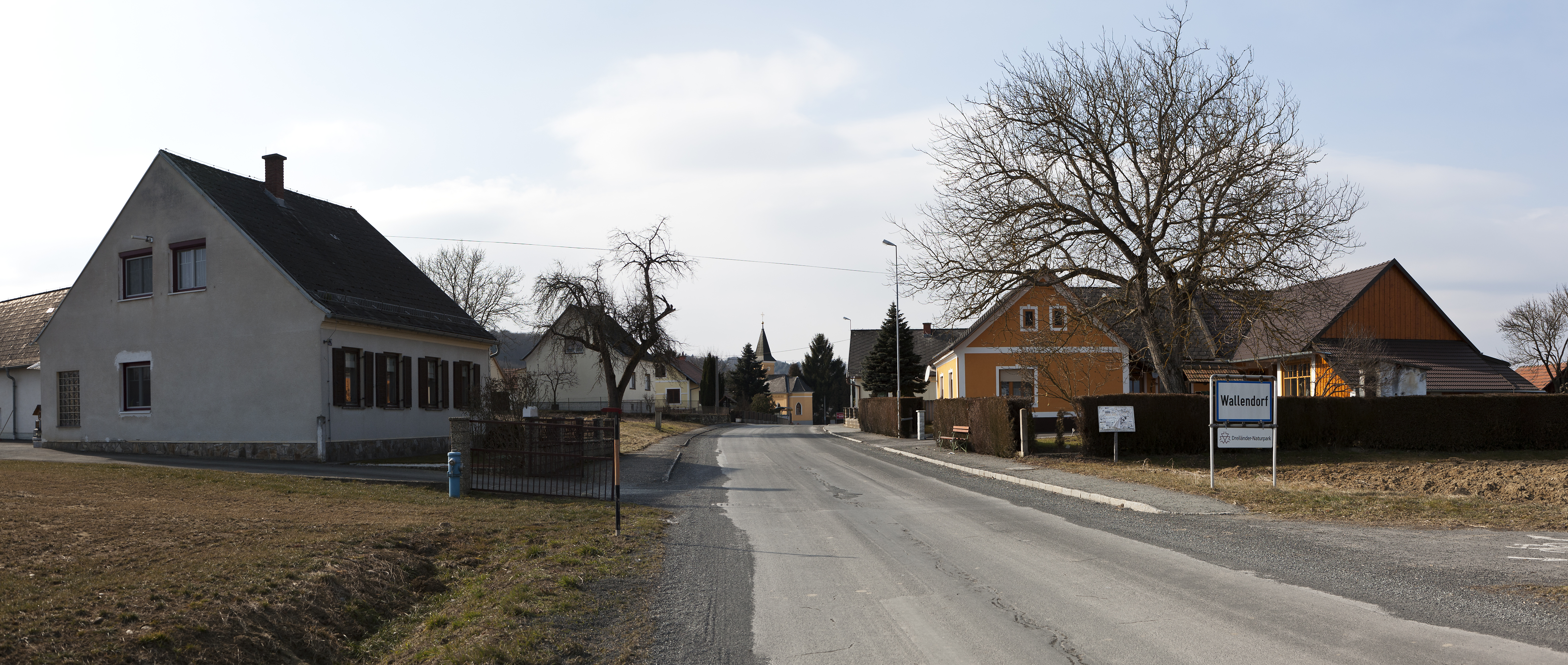
Wallendorf Ortsanfang

| Gemeinderatswahlen in Mogersdorf seit 1997 | Gemeinderatswahlen in Mogersdorf seit 1997 | Gemeinderatswahlen in Mogersdorf seit 1997 | Gemeinderatswahlen in Mogersdorf seit 1997 | Gemeinderatswahlen in Mogersdorf seit 1997 | Gemeinderatswahlen in Mogersdorf seit 1997 | Gemeinderatswahlen in Mogersdorf seit 1997 | Gemeinderatswahlen in Mogersdorf seit 1997 | Gemeinderatswahlen in Mogersdorf seit 1997 | Gemeinderatswahlen in Mogersdorf seit 1997 | Gemeinderatswahlen in Mogersdorf seit 1997 | Gemeinderatswahlen in Mogersdorf seit 1997 | Gemeinderatswahlen in Mogersdorf seit 1997 | Gemeinderatswahlen in Mogersdorf seit 1997 | Gemeinderatswahlen in Mogersdorf seit 1997 | Gemeinderatswahlen in Mogersdorf seit 1997 | Gemeinderatswahlen in Mogersdorf seit 1997 | Gemeinderatswahlen in Mogersdorf seit 1997 | Gemeinderatswahlen in Mogersdorf seit 1997 |
| Ergebnis vom                               | 2022                                       | 2022                                       | 2022                                       | 2017                                       | 2017                                       | 2017                                       | 2012                                       | 2012                                       | 2012                                       | 2007                                       | 2007                                       | 2007                                       | 2002                                       | 2002                                       | 2002                                       | 1997                                       | 1997                                       | 1997                                       |
| ------------------------------------------ | ------------------------------------------ | ------------------------------------------ | ------------------------------------------ | ------------------------------------------ | ------------------------------------------ | ------------------------------------------ | ------------------------------------------ | ------------------------------------------ | ------------------------------------------ | ------------------------------------------ | ------------------------------------------ | ------------------------------------------ | ------------------------------------------ | ------------------------------------------ | ------------------------------------------ | ------------------------------------------ | ------------------------------------------ | ------------------------------------------ |
|                                            | Stimmen                                    | %                                          | Mandate                                    | Stimmen                                    | %                                          | M.                                         | Stimmen                                    | %                                          | M.                                         | Stimmen                                    | %                                          | M.                                         | Stimmen                                    | %                                          | M.                                         | Stimmen                                    | %                                          | M.                                         |
| Wahlberechtigt                             | 1177                                       |                                            |                                            | 1145                                       |                                            |                                            | 1145                                       | –                                          | –                                          | 1054                                       | –                                          | –                                          | 1068                                       | –                                          | –                                          | 1002                                       | –                                          | –                                          |
| Abgegeben                                  | 943                                        | 80,12                                      |                                            | 979                                        | 85,50                                      |                                            | 995                                        | 86,90                                      | –                                          | 856                                        | 81,21                                      | –                                          | 861                                        | 80,62                                      | –                                          | 827                                        | 82,53                                      | –                                          |
| Ungültig                                   | 56                                         | 5,94                                       |                                            | 82                                         | 9,40                                       |                                            | 61                                         | 6,13                                       | –                                          | 63                                         | 7,36                                       | –                                          | 101                                        | 11,73                                      | –                                          | 155                                        | 18,74                                      | –                                          |
| Gültig                                     | 887                                        | 94,06                                      | 19                                         | 887                                        | 90,60                                      | 19                                         | 934                                        | 93,87                                      | 19                                         | 793                                        | 92,64                                      | 19                                         | 760                                        | 88,27                                      | 19                                         | 672                                        | 81,26                                      | 19                                         |
| Davon entfielen auf                        |                                            |                                            |                                            |                                            |                                            |                                            |                                            |                                            |                                            |                                            |                                            |                                            |                                            |                                            |                                            |                                            |                                            |                                            |
| ÖVP                                        | 473                                        | 53,33                                      | 11                                         | 522                                        | 58,85                                      | 12                                         | 501                                        | 53,64                                      | 11                                         | 303                                        | 38,21                                      | 8                                          | 234                                        | 30,79                                      | 6                                          | 172                                        | 25,60                                      | 5                                          |
| SPÖ                                        | 339                                        | 38,22                                      | 8                                          | 323                                        | 36,41                                      | 7                                          | 390                                        | 41,76                                      | 8                                          | 432                                        | 54,48                                      | 11                                         | 491                                        | 64,61                                      | 13                                         | 446                                        | 66,37                                      | 13                                         |
| FPÖ                                        | 42                                         | 4,74                                       | 0                                          | 42                                         | 4,74                                       | 0                                          | n.k.                                       | n.k.                                       | n.k.                                       | n.k.                                       | n.k.                                       | n.k.                                       | 35                                         | 4,61                                       | 0                                          | 54                                         | 8,04                                       | 1                                          |
| MFG                                        | 33                                         | 3,72                                       | 0                                          | n.k.                                       | n.k.                                       | n.k.                                       | n.k.                                       | n.k.                                       | n.k.                                       | n.k.                                       | n.k.                                       | n.k.                                       | n.k.                                       | n.k.                                       | n.k.                                       | n.k.                                       | n.k.                                       | n.k.                                       |
| LBL                                        | n.k.                                       | n.k.                                       | n.k.                                       | n.k.                                       | n.k.                                       | n.k.                                       | 43                                         | 4,60                                       | 0                                          | n.k.                                       | –                                          | –                                          | n.k.                                       | n.k.                                       | n.k.                                       | n.k.                                       | n.k.                                       | n.k.                                       |
| REH 1)                                     | n.k.                                       | n.k.                                       | n.k.                                       | n.k.                                       | n.k.                                       | n.k.                                       | n.k.                                       | n.k.                                       | n.k.                                       | 11                                         | 1,39                                       | 0                                          | n.k.                                       | n.k.                                       | n.k.                                       | n.k.                                       | n.k.                                       | n.k.                                       |
| FBL 2)                                     | n.k.                                       | n.k.                                       | n.k.                                       | n.k.                                       | n.k.                                       | n.k.                                       | n.k.                                       | n.k.                                       | n.k.                                       | 31                                         | 3,91                                       | 0                                          | n.k.                                       | n.k.                                       | n.k.                                       | n.k.                                       | n.k.                                       | n.k.                                       |
| SBD 3)                                     | n.k.                                       | n.k.                                       | n.k.                                       | n.k.                                       | n.k.                                       | n.k.                                       | n.k.                                       | n.k.                                       | n.k.                                       | 16                                         | 2,02                                       | 0                                          | n.k.                                       | n.k.                                       | n.k.                                       | n.k.                                       | n.k.                                       | n.k.                                       |

### Bürgermeister
- bis 1910 Josef Kloiber
- 1910–1919 Johann Kloiber
- 1919 Alois Werner
- 1919–1921 Alois Kraner
- 1922–1927 Karl Forjan
- 1927–1935 Franz Sommer
- 1935–1938 Otto Schwab
- 1938–1945 Franz Sommer
- 1946–1950 Otto Schwab (ÖVP)
- 1950–1958 Julius Schwarz (ÖVP)
- 1958–1967 Eduard Paukovitsch (ÖVP)
- 1967–1992 Johann Lex (SPÖ)
- 1992–2007 Walter Dolmanits (SPÖ)
- seit 2007 Josef Korpitsch (ÖVP)

### Wappen
Blasonierung: „In einem von Gold und Rot gespaltenen Schild ein rotes Tatzenkreuz (Zisterzienserkreuz) im goldenen Feld; ein goldenes, mit Apsis und zwei Lanzettfensteröffnungen versehenes Gebäude über einem grünen Berg im roten Feld.“
Das Wappen wurde am 15. Juli 1964 verliehen.

## Persönlichkeiten
- Georg Arányi-Aschner (1923–2018), Komponist
- Christiane Brunner (* 1976), Politikerin (Grüne)
- Josef Deutsch (1925–2016), in Wallendorf geborener Politiker (SPÖ), Bezirksvorsteher des 10. Wiener Gemeindebezirks Favoriten
- August Ernst (1924–2013), Historiker und Ehrenbürger
- Alois Lang (1925–2002), Politiker (SPÖ)
- Philipp Kohl (* 1980), Politiker (ÖVP), Mitglied des Bundesrates